# الن ماتسون
الن ماتسون (انگلیسی: Ellen Mattsson؛ زادهٔ ۵ دسامبر ۱۹۷۳) هنرپیشه اهل سوئد است.
از فیلم‌ها یا برنامه‌های تلویزیونی که وی در آن نقش داشته‌است می‌توان به اتاقک خلبان اشاره کرد.